# Рассадино (Воскресенский район)
Расса́дино — деревня в Воскресенском районе Нижегородской области. Входит в состав Владимирского сельсовета.
Имеет единственную ул. Советскую в два порядка из 21 дома. Находится в пяти километрах от административного центра — села Владимирского. В Рассадино проживают постоянно только 6 семей, остальные дома дачников. Умирающая деревня.

## География
Располагается на холме у поймы правого берега небольшой реки Зимарки, левого притока реки Люнды.
Деревня расположена около километра от автодороги K18 Нижний Новгород — Воскресенское, которая ответвляется в деревне Боковая на Воскресенское направление от региональной автодороги Р159.